# Mischocyttarus lanei
Mischocyttarus lanei är en getingart som beskrevs av Zikan 1949. Mischocyttarus lanei ingår i släktet Mischocyttarus och familjen getingar. Inga underarter finns listade i Catalogue of Life.